# سامسونج جلاكسي جي 8
سامسونج جلاكسي جي 8 (بالإنجليزية: Samsung Galaxy J8)‏ هو هاتف ذكي يعمل بنظام Android تم تطويره من قبل الشركة الكورية المصنعة إلكترونيات سامسونج. تم الإعلان عنه في 22 مايو 2018 وتم إصداره في نفس اليوم مع Galaxy J6 و Galaxy J4 ، أما هاتف J8 فهو عبارة عن هاتف ذكي متوسط المدى وخلف لـ سامسونج جالكسي جي 7. لديها ميزات تصميم وبرمجيات مماثلة إلى نظيرتها الراقية مع مستشعر بصمات الأصابع.

## المعدات

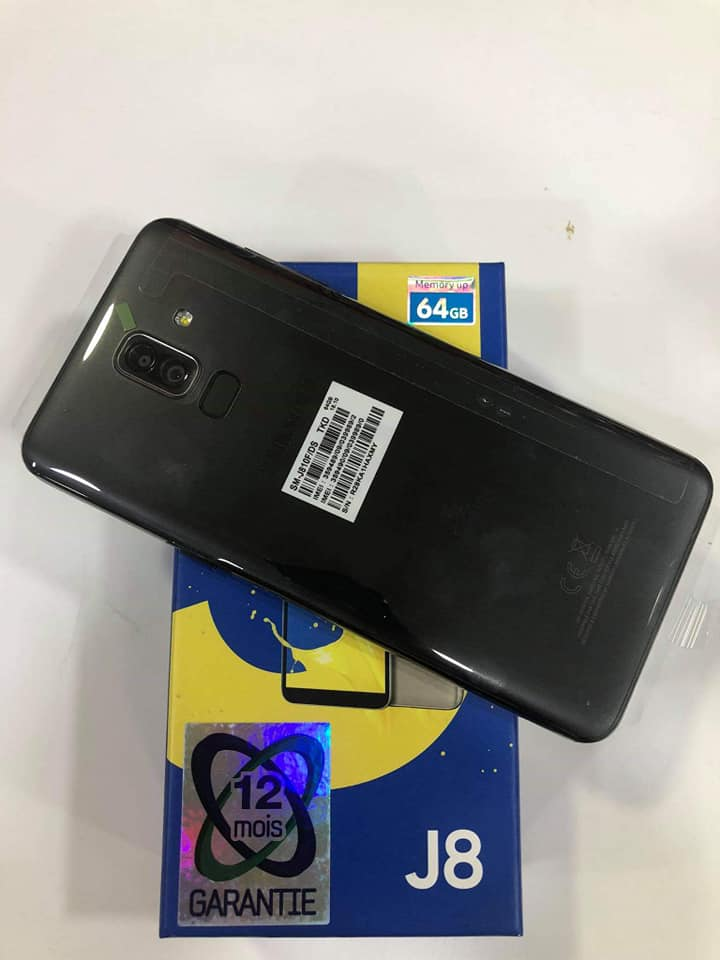
سامسونج جلاكسي جي 8

يشبه Samsung Galaxy J8 إصدارًا راقيًا من تصميم الأجهزة الذي تم تقديمه في Samsung Galaxy J6 ، وهو يحتوي على هيكل دائري مصنوع من البولي كربونات. يبلغ طول هذا الهاتف الذكي 159.2 ملم (6.27 بوصة) وعرض 75.7 ملم (2.98 بوصة) وسمك 8.2 ملم (0.32 بوصة). يوجد في الجزء العلوي من الجهاز كاميرا أمامية 16 ميجابكسل (F1.9) والكاميرا الخلفية المزدوجة تحتوي على 16 (F1.7) + 5 ميجابكسل (F1.9) مع التركيز المباشر، ووضع صورة وخيارات تعتيم الخلفية،  القرب، وأجهزة استشعار الضوء المحيط، وإشعار LED. إن شاشة Galaxy J8 أكبر من غيرها من الهواتف في نفس السلسلة التي تم إطلاقها في عام 2018 ، مع 6.0 بوصة (~ نسبة 66.3٪ من الشاشة إلى الجسم) ، 1480 بكسل، نسبة 18.5: 9 (كثافة 293 بكسل لكل بوصة) شاشة Super AMOLED ، وكورنينج غوريلا غلاس .

## مواصفات الجهاز
| مواصفات الموبايل                            | مواصفات الموبايل |
| الشبكة                                      | الشبكة |
| ------------------------------------------- | --- |
| الجيل الثانى                                | GSM 850 / 900 / 1800 / 1900 - الشريحة الاولي والثانية                                                                |
| الجيل الثالث                                | HSDPA 850 / 900 / 1700(AWS) / 1900 / 2100                                                                            |
| الجيل الرابع                                | LTE |
| شريحة الاتصال                               | شريحتين Nano-SIM ( الاثنين في وضع الاستعداد )                                                                        |
| تاريخ الصنع                                 | |
| أعلن                                        | مايو 2018 |
| تاريخ نزوله الاسواق                         | يوليو 2018 |
| الأبعاد                                     | |
| الوزن                                       | 191 جرام |
| ابعاد الموبايل                              | 159.2 × 75.7 × 8.2 ملم                                                                                               |
| اضافات                                      | الجهاز مصنوع من البلاستيك                                                                                            |
| الشاشة                                      | |
| النوع                                       | Super AMOLED كابستيف تدعم اللمس، 16 مليون لون                                                                        |
| الحجم                                       | 6.0 بوصة |
| كثافة                                       | 720 × 1480 بكسل، نسبة 18.5:9 ، 293 بكسل في البوصة                                                                    |
|                                             | |
| اللمس المتعدد                               | يدعم |
| الصوت                                       | |
| أنواع التنبية                               | أهتزاز، نغمات MP3, WAV                                                                                               |
| مكبر الصوت                                  | يدعم |
| جاك 3.5 مم                                  | يدعم |
| الكاميرا                                    | |
| الكاميرا الأساسية (الخلفية)                 | مزدوجة : 16 ميجابكسل ( فتحة عدسة f/1.7 ) و 5 ميجابكسل ( فتحة عدسة f/1.9 ) ، ضبط تلقائي للصورة، فلاش LED ، مستشعر عمق |
| الفديو                                      | بجودة 1080 بكسل في 30 لقطة في الثانية                                                                                |
| الكاميرا الثانوية (الأمامية)                | 16 ميجابكسل، فتحة عدسة f/1.9 ، فلاش LED                                                                              |
| مميزات                                      | العنونة الجغرافية ، التركيز باللمس، كشف الوجة، البانوراما ، HDR                                                      |
| نظام وإمكانيات الهاتف                       | |
| نظام التشغيل                                | أندرويد إصدار 8.0 ( أوريو )                                                                                          |
| نوع المعالج                                 | Qualcomm SDM450 Snapdragon 450                                                                                       |
| سرعة المعالج                                | ثماني النواة 1.6 GHz Cortex-A53                                                                                      |
| معالج رسومي                                 | إيه تي أي إماجن |
| أجهزة الاستشعار                             | البصمة، التسارع، التقارب                                                                                             |
| الذاكرة                                     | |
| الذاكرة الداخلية                            | 64 جيجابايت و 4 جيجابايت رام                                                                                         |
| فتحة البطاقة (Card slot)                    | microSD تصل إلي 512 جيجابايت ( منفذ مخصص )                                                                           |
| البيانات                                    | |
| جى بى آر إس GPRS                            | يدعم |
| سرعة انترنت الجيل الثانى (إي دي جي إي EDGE) | يدعم |
| السرعة                                      | HSPA, LTE |
| الشبكات المحلية اللاسلكية (WLAN)            | Wi-Fi 802.11 b/g/n, واي-فاي دايركت ثري دي، هوت-سبوت                                                                  |
| رسائل                                       | رسائل قصيرة ، رسائل وسائط متعددة، البريد الالكتروني ، التراسل الفوري ، دفع البريد الإلكتروني                         |
| البلوتوث                                    | إصدار 4.2 مع دعم A2DP, LE                                                                                            |
| يو اس بي                                    | microUSB 2.0 ، مع دعم OTG                                                                                            |
| مواصفات آخرى                                | |
| مشغل الفيديو                                | مشغل MP4/H.264 |
| الراديو                                     | راديو FM ، تسجيل |
| الألوان المتاحة                             | أسود ، ذهبي ، أزرق                                                                                                   |
| مشغل موسيقى                                 | مشغل MP3/WAV/eAAC+/FLAC                                                                                              |
| نظام التموضع العالمي                        | يدعم، مع دعم A-GPS, GLONASS, BDS                                                                                     |
| تصفح الانترنت                               | إتش تي إم إل 5 |
| البطارية                                    | |
| النوع                                       | ليثيوم أيون 3500 مللي أمبير، غير قابلة للإزالة                                                                       |
| اضافات                                      | عارض مستندات، محرر صور وفيديو                                                                                        |

## وصلات خارجية
- Samsung Galaxy J8 official site